# Nuoto sincronizzato ai campionati europei di nuoto 2016 - Duo misto (programma tecnico)
La competizione di nuoto sincronizzato - Duo misto tecnico dei Campionati europei di nuoto 2016 si è disputata il 13 maggio 2016 presso il London Aquatics Centre di Londra. In totale si sono contese il podio 4 coppie miste di atleti.

## Medaglie
| Posizione | Atleta                             | Paese  |
| --------- | ---------------------------------- | ------ |
| Oro       | Aleksandr Mal'cev Michaėla Kalanča | Russia |
| Argento   | Manila Flamini Giorgio Minisini    | Italia |
| Bronzo    | Pau Ribes Berta Ferreras           | Spagna |

## Risultati
| Pos. | Atleti                             | Nazione | Punti   |
| ---- | ---------------------------------- | ------- | ------- |
|      | Aleksandr Mal'cev Michaėla Kalanča | Russia  | 89.0902 |
|      | Manila Flamini Giorgio Minisini    | Italia  | 86.1772 |
|      | Pau Ribes Berta Ferreras           | Spagna  | 82.0645 |
| 4    | Ekateryna Reznyk Anton Tymofeev    | Ucraina | 80.4905 |